# خورخه واسکس (بازیکن فوتبال، زاده ۱۹۴۵)
خورخه واسکس (اسپانیایی: Jorge Vásquez‎؛ زادهٔ ۲۳ آوریل ۱۹۴۵) بازیکن فوتبال اهل السالوادور بود.
وی همچنین در تیم ملی فوتبال السالوادور بازی کرده‌است.